# 明眸罪あり

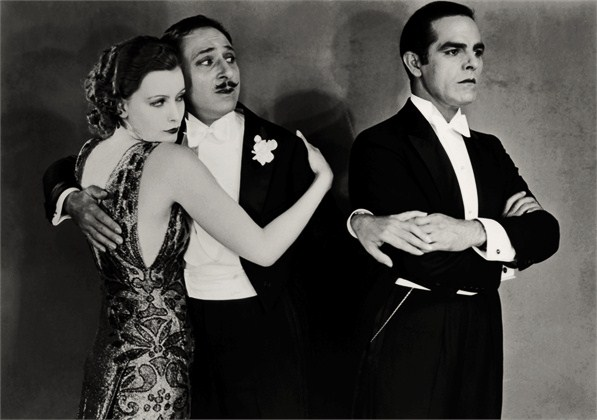
宣材写真より左からグレタ・ガルボ、アーマンド・カリス、アントニオ・モレノ

『明眸罪あり』（めいぼうつみあり、原題：英語: The Temptress）は、1926年に製作・公開されたアメリカ合衆国の映画である。

## 概要
ビセンテ・ブラスコ・イバニェスの小説の映画化であり、マウリッツ・スティルレルからフレッド・ニブロに監督が引き継がれ、グレタ・ガルボとアントニオ・モレノが主演した。
ガルボのメトロ・ゴールドウィン・メイヤー（MGM）専属二作目の出演作である。

## キャスト
- エレナ：グレタ・ガルボ
- マヌエル：アントニオ・モレノ
- フォントノワ：マーク・マクダーモット
- カントラック：ライオネル・バリモア

## スタッフ
- 監督：フレッド・ニブロ、マウリッツ・スティルレル（ノンクレジット）
- 製作：アーヴィング・タルバーグ（ノンクレジット）
- 脚色：ドロシー・ファーナム
- 撮影：ウィリアム・H・ダニエルズ、トニー・ガウディオ
- 編集：ロイド・ノズラー
- 衣裳：アンドレ＝アニ
- 装置：ジェームズ・バセヴィ、セドリック・ギボンズ